# 石川伊予守
石川 伊予守（いしかわ いよのかみ、本名不詳）は、戦国時代の武将。備中石川氏出身で伊予石川氏の祖。伊予国新居郡高峠城主。

## 概要
『澄水記』や『天正陣実録』によれば、大永2年（1522年）に、備中国幸山城主・石川左衛門尉（石川家久か）の子である石川虎之助が伊予国新居郡の高峠城に移り、新居郡・宇摩郡の領主となり、のちに石川伊予守と名乗ったという。これは、備中国の石川氏が細川氏の代官であったことと、新居郡が細川氏の領地であったことが関係していると考えられている。ただし、大永の頃の石川左衛門尉は、吉備津神社の文書によると、天文11年（1542年）に病没し、その子・石川三郎五郎が家を継いでることは明らかであるが、その外に虎之助という人の存在を確認できる資料は今現在見つかっていない。